# First National Bank Building (Saint Paul)
El First National Bank Building es un edificio de 417 pies de altura en el centro de la ciudad de Saint Paul, en el estado de Minesota (Estados Unidos). El edificio tiene la pasarela aérea de conexión más alta de las Ciudades Gemelas.

## Construcción
El primer edificio de la propiedad, el Merchants Bank Building, fue construido en 1915 e inaugurado en 1916. Con una altura de 127 metros y 16 pisos, el edificio era el más alto de Saint Paul hasta que fue superado por Wells Fargo Place. El First National Bank Building fue diseñado por Graham, Anderson, Probst & White en 1931 después de que Merchants National Bank fuera absorbido por el First National Bank. La estructura de 32 pisos luchó por adquirir materiales en 1930 debido a la construcción del Empire State Building al mismo tiempo. En 1932, el costo del edificio fue de 3.340.185,44 dólares.

## Edificio

### Pasarela aérea

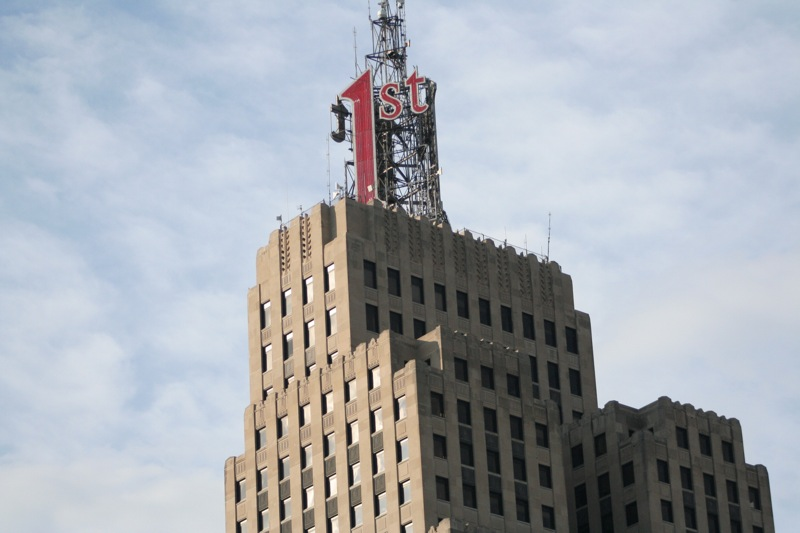
Primer cartel del Banco Nacional sin iluminación

Se cree que la primera pasarela aérea moderna del mundo se construyó para conectar las dos torres. La pasarela aérea conecta el piso 17 del edificio con el edificio Merchants Bank adyacente de 16 pisos, que es parte de la misma propiedad. Es la pasarela aérea más alta de las Ciudades Gemelas. La pasarela aérea con seis ventanas tintadas se construyó en 1931 junto con el acabado del edificio. El edificio del Merchants Bank fue el más alto de Saint Paul desde 1915 hasta 1931 cuando el primer edificio del Banco Nacional lo alcanzó.

### Signo
El edificio es probablemente más conocido por el gran letrero rojo neón "1st" en lo alto del edificio. El letrero tiene tres lados y se eleva cuatro pisos a una altura de cincuenta pies. En 1973, la señal se apagó en respuesta a la crisis energética. El letrero se volvió a encender diez años más tarde después de una importante renovación. La original "porcelana vítrea bermellón bordeada [señal] con una doble fila de tubos de neón rojo" fue reemplazada por tubos exclusivamente rojos. En la renovación se utilizaron unos cuatro mil pies de tubería de neón. El letrero se puede ver desde casi 75 millas de distancia del aire por la noche y a 20 millas de distancia en un día despejado.

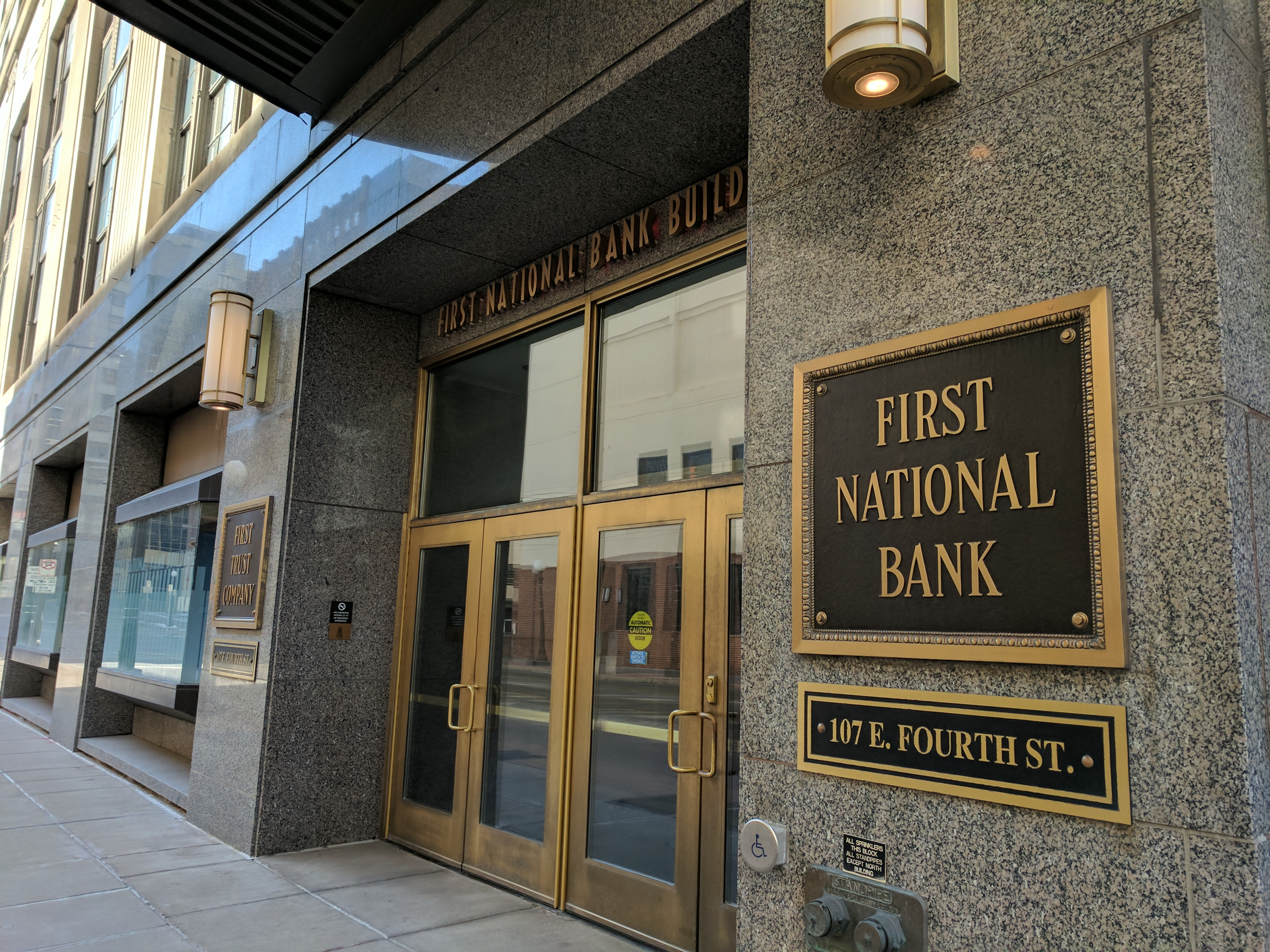
Entrada al primer edificio del Banco Nacional

Después de la renovación en 2016 debido a daños causados por el viento, la señal se volvió a encender, con una señal LED que cambia de color. Para el Carnaval de Invierno de 2017, el letrero cambió de color de rojo neón a azul helado. En 2017, el letrero se cambió a púrpura, durante el primer aniversario de la muerte del músico Prince.

### Edificio
El edificio es elegible para el Registro Nacional de Lugares Históricos, pero actualmente no figura en la lista. El diseño general del edificio es Art Deco. El edificio fue el más alto de Saint Paul desde su construcción en 1931 hasta 1986 cuando Galtier Plaza (ahora Cray Plaza) superó al edificio, un total de 55 años. El edificio es actualmente el tercer edificio más alto de Saint Paul detrás de Jackson Tower of Cray Plaza y Wells Fargo Place (anteriormente Minnesota World Trade Center).